# Svatý Jan pod Skalou
Svatý Jan pod Skalou är en ort i Tjeckien.   Den ligger i regionen Mellersta Böhmen, i den centrala delen av landet, 24 km sydväst om huvudstaden Prag. Svatý Jan pod Skalou ligger 234 meter över havet och antalet invånare är 115.
Terrängen runt Svatý Jan pod Skalou är kuperad åt sydväst, men åt nordost är den platt. Svatý Jan pod Skalou ligger nere i en dal. Runt Svatý Jan pod Skalou är det ganska tätbefolkat, med 83 invånare per kvadratkilometer. Närmaste större samhälle är Kladno, 19,9 km norr om Svatý Jan pod Skalou. I omgivningarna runt Svatý Jan pod Skalou växer i huvudsak blandskog.